# Língua salishe

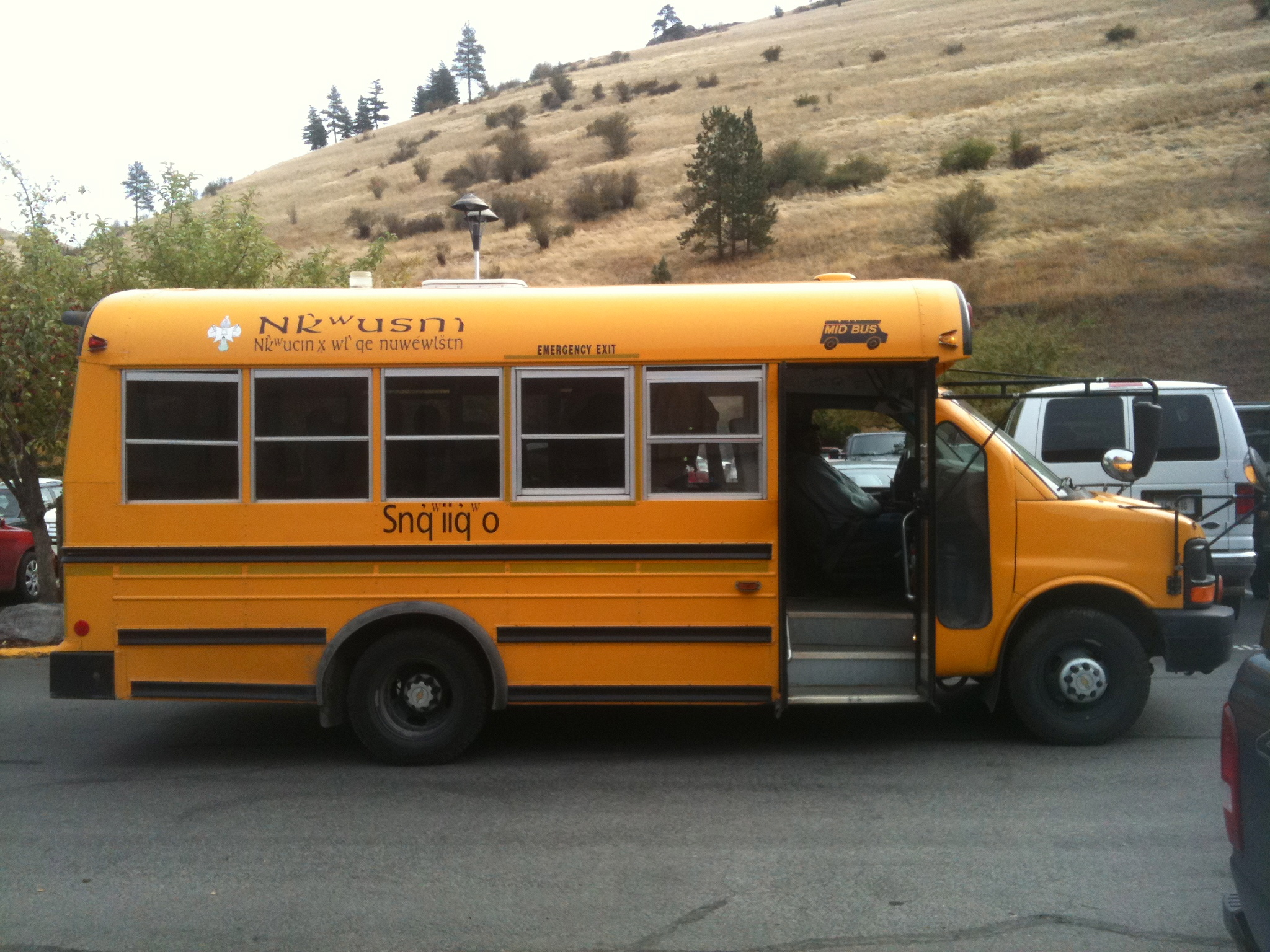
Ônibus escolar de revitalização do Salishe em Missoula, 2011

A língua Salishe ou Séliš /ˈseɪlɪʃ/, também chamada Kalispel–Pend d'oreille, Kalispel–Spokane–Flathead ou, para distinguir de outras da família Salishe, Montana Salish, é uma língua falada por cerca de 64 idosos da nação Flathead  (2005) no centro norte de Montana e também na reserva Em 2012, a UNESCO considerou a língua Salishe como criticamente em perigo de extinção em Montana e também em Idaho.

## Dialetos
Os dialetos são falados pelas tribos  Spokane (Npoqínišcn), Kalispel (Qalispé), Pend d'Oreille e Bitterroot Salishe (Séliš). A população étnica total era de 8.000 em 1977, mas a maioria mudou para o inglês.

## Revitalização
Salish é ensinado na Escola de Imersão Nkwusm Salish, em Arlee (Montana).ref>Kim Briggeman (2 de setembro de 2012). «School keeping Salish language thriving in new generation». The Missoulian. Missoula, MT. Consultado em 6 de setembro de 2012</ref> Escolas públicas em Kalispell, Montana oferecem aulas o idioma, um ninho de línguas com treinamento intensivo para adultos. Um Tutor de Língua Salish online e o currículo on-line de Kalispel Salishe estão disponíveis. Um dicionário, "Seliš nyoʔnuntn: Medicine for the Salish Language,"  foi expandido de 186 para 186 páginas em 2009, e lvros para crianças e CDs da língua também são disponíveis.
O Salish Kootenai College disponibiliza cursos de Salishe e treina professores de línguas em seu Native American Language Teacher Training Institute, como parte de seus esforços em curso para preservar a língua. Em maio de 2013, a organização  Yoyoot Skʷkʷimlt  ("Jovens Fortes") estava dando aulas de idiomas em escolas secundárias.
As canções de Natal são populares para programas de férias para crianças, que foram transmitidos pela estação televisiva Salish Kootenai College., e o karaoke de língua salishe se tornou popular na Conferência anual Celebrating Salish, realizada em Spokane, Washington .
A partir de 2013, muitos sinais na estrada USA Route 93]] na Reserva Indígena Flathead incluem os nomes históricos de Salishe e Kutenai para cidades, rios e riachos. O Conselho da cidade de Missoula está buscando informações do Comitê de Cultura de Salish-Pend d'Oreille sobre a sinalização em língua salinshe apropriada para a cidade de Missoula.

## Fonologia
Consoantes
|             |             | Bilabial | Alveolar | Alveolar | Postalveolar / Palatal | Labio- velar | Post-velar | Post-velar | Faringeal | Faringeal | Glotal |
| central     | lateral     | Bilabial | plana    | labial   | Postalveolar / Palatal | Labio- velar | plana      | labial     |           |           | Glotal |
| ----------- | ----------- | -------- | -------- | -------- | ---------------------- | ------------ | ---------- | ---------- | --------- | --------- | ------ |
| Nasal       | plana       | m        | n        |          |                        |              |            |            |           |           |        |
| Nasal       | glotalizada | ˀm       | ˀn       |          |                        |              |            |            |           |           |        |
| Plosiva     | plana       | p        | t        |          |                        | k̟ʷ           | k̠          | k̠ʷ         |           |           | ʔ      |
| Plosiva     | Ejetiva     | pʼ       | tʼ       |          |                        | k̟ʷʼ          | k̠ʼ         | k̠ʷʼ        |           |           |        |
| Africada    | plana       |          | ts       |          | tʃ                     |              |            |            |           |           |        |
| Africada    | ejetiva     |          | tsʼ      | tɬʼ      | tʃʼ                    |              |            |            |           |           |        |
| Fricativa   | Fricativa   |          | s        | ᵗɬ       | ʃ                      | x̟ʷ           | x̠          | x̠ʷ         |           |           | h      |
| Aproximante | plana       |          |          | ᵈl ~ ᵈɮ  | j                      | w̟            |            |            | ʕ         | ʕʷ        |        |
| Aproximante | glotalizada |          |          | ˀl       | ˀj                     | ˀw̟           |            |            | ˀʕ        | ˀʕʷ       |        |

Salish contrasta africadas com seqüências de oclusivas - fricativa. Por exemplo, Predefinição:IPA sal "concurso, dor" tem uma sequência de duas africadas, Considerando Predefinição:IPA sal "borrelho-de-dupla-coleira (Charadrius vociferus)" tem uma sequência T-esh. Todas oclusivas limitantes são claramente liberadas, mesmo em clusters ou no final de palavra. Embora sejam quase sempre não aspiradas, a aspiração pode ocorrer antes de obstruentes, xevás epentéticos sonorantes. Por exemplo, a palavra  / t͡ʃɬkʷkʷtˀnéˀws / "um pouco de gordura da barriga" é pronunciado  [t͡ʃɬk  ʍ </ sup> k  ʍ </ sup> tʰəʔnéʔʍs]; Do mesmo modo,  / t͡ʃt͡ʃt͡s'éˀlʃt͡ʃn / "ácaro de madeira" é pronunciado  [t͡ʃt͡ʃt͡s'éʔt͡ɬʃᵗʃən] e  / ppíˀl / é pronunciado  [pʰpíḭᵗɬə̥].

## Morfologia
Salishe é uma língua polissintética como outras línguas da área de linguagens área de linguagem, não existe uma distinção clara entre substantivos e verbos. Palavras Salishe diferem bem de verbos ou orações em inglês, por exemplo traduzindo em uma cláusula de Salishe de duas palavras que pareceria significar "eu-matei um cervo" pode significar “como eu o matei. Era um cervo”.
Dada a sua natureza polissintética natureza, os significados Salishe Spokane-Kalispel codificam morfemas isolados em vez de itens lexicais. No Spokane Dialeto especificamente, os morfemas ¬-nt e -el 'denotam transitividade intransitividade respectivamente. Ou seja, eles não aceitam um objeto direto ou não. Por exemplo, em (1) e (2) os morfemas individuais ilustram propriedades de síntese em vez de isso ser codificado no verbo como é em Inglês.
(1)	     ɫx̥ʷntén ‘Eu fiz um furo nisto’.
```
       //ɫox̩ʷ-nt-en//  Aberto-TRANS-1 sg. subj.
```

(2)	pllstél ‘Ele chegou a mata-lo (um)’
```
       //puls-VC-st-el'// die, matar-OC-TRANS-SUCCESS
```

Algo que é exclusivo para o dialeto de Spokane é o morfema aspecto SUCCESS: -nu. O marcador SUCESS permite a denotação de que o ato levou mais esforço do que normalmente se faria. Em (3) e (4) podemos ver essa transformação particular.
(3)	ɫp'ntén ‘Eu marquei isto
```
       //ɫip'-nt-en//  marcar-TRANS- 1 sg. subj.
```

(4)	ɫp'nún ‘Eu me esforcei para marcar isto’
```
       //ɫip'-nu-nt-en// marcar-SUCCESS-TRANS- 1 sg. subj.
```

O aspecto SUCESSO e a reduplicação do morfema OUT OF OF CONTROL, encontrados em outras línguas nativas, são comumente encontrados juntos em Spokane Salish. No OUT-OF-CONTROL, o morfema de reduplicação mostra que a ação foi feita por acidente. Abaixo, (5), (6) e (7) exemplifica-se isso.
(5)	ɫuʔntén ‘I stabbed it/him/her’.
```
       //ɫuʔ-nt-en// apunhalar-TRANS- 1 sg. subj.
```

(6)	ɫuʔnún ‘Eu cheguei a apunhalar isto/ele/ela.
```
       //ɫuʔ-nu-nt-en// apunhalar-SUCCESS-TRANS- 1 sg. subj.
```

(7)	tuʔʔnún ‘Eu cheguei a apunhalar isto/ele/ela por acidente.
```
       //tuʔ-VC-nu-nt-en// apunhalar-OC-SUCCESS-TRANS- 1 sg. subj.
```

O morfema intransitivo que é um esforço extra é -el '. Barry Carlson afirma que:
Assim, o seu verdadeiro significado pode "formar sucessos intransitivos de Spokane, criadas com -el", enfatizam que é o controle de um sujeito que requer esforço extra em um evento e focado na duração do esforço. só pode ser visto num contexto maior ".
Isto é, para instâncias intransitivas, é orientado por contexto, sendo é necessário um contexto extra para usar o morfema -el '. Exemplo (8) derivado de (1):
(8)	pllstél’ ‘Ele conseguiu matar (um)’
```
       //puls-VC-st-el'// morrer, matar-OC-TRANS-SUCCESS
```

```
       šíč'l' 	       u 	       ʔax̩í 	    u 	      pllstél'
```

Ele errou e finalmente ele conseguiu matar (um)
```
       'Ele estava errando, mas finalmente ele conseguiu matar (um)'
```

## Amostra de texto
Yetłxʷasq̓t qe y̓amncut u qe es wičstm łu nxʷlxʷiltn ta es hoy qe cxʷic̓łlt łu qeqł nxʷlxʷiltn iqs šiʔmnwexʷ l es yaʔ łu l es xʷlxʷilt put u yetłxʷasq̓t łu qe nk̓ʷłaxmintn nk̓ʷuʔ wilš łu ne qe es lmntmnwexʷ u qe es cuti lemlmtš č̓ es yaʔ sqlqelixʷ x̣ʷl̓ qe sqelixʷ.
Português
Hoje nos reunimos e vimos que os ciclos da vida continuam. Foi-nos dado o dever de viver em equilíbrio e harmonia uns com os outros e com todos os seres vivos. Então, agora, trazemos nossas mentes juntas como uma única e damos saudações e agradecimentos uns aos outros como pessoas.

### Vocabulário e Dicionários
- Salish Words, Salish/Pend d'Oreille Culture Committee
- Sounds of the Kalispel, English-Kalispel
- Learn Spokane Salish Picture Dictionary
- Dictionaries, Language of the Kalispel, 1800s
- English to Salish Dictionary, 2005
- Pete, Tachini (2010). Seliš nyoʔnuntn = Medicine for the Salish language: English to Salish translation dictionary 2nd ed. Pablo, MT : Lincoln, NE: Salish Kootenai College Press. ISBN 978-1934594063
- Salish language flashcard decks